# DTS-HD Master Audio

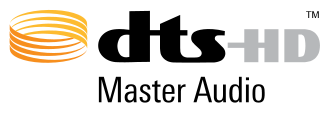
DTS-HD Master Audio

DTS-HD Master Audio (také známý jako DTS-HD MA) je bezztrátový multikanálový audio formát prostorového ozvučení vyvinutý společnosti DTS pro domácí kina. Jde o rozšíření kodeku DTS-HD Audio, které vzniklo za účelem zkvalitnění zvuku a podpory HD-DVD a Blu-Ray. 

## Struktura
Původní systém DTS Coherent Acoustics zahrnuje jádro a dodatkové rozšíření, což zajišťuje plnou zpětnou kompatibilitu se všemi dekodéry DTS. Jádro obsahuje 5.1 kanálový datový tok (44.1 nebo 48 kHz), rozšíření obsahují další kanály, vyšší vzorkovací frekvence a další funkce. Současná rozšíření základního dekodéru DTS zahrnují DTS-ES (6.1 kanálový systém) a DTS 96/24 (5.1 kanálový systém s maximální vzorkovací frekvencí 96 kHz). Další rozšíření DTS-HD High Resolution Audio nabízí 7.1 prostorový zvuk se vzorkovací frekvencí 96 kHz.

## Charakteristika zvukového výkonu
- variabilní rychlost přenosu dat až 24,5 Mb/s pro Blu-ray disk a až 18,0 Mb/s pro formát HD DVD[2]
- 7.1 kanálů se vzorkovací frekvencí 96 kHz a 5.1 kanálů při vzorkovací frekvencí 192 kHz (24 bitové rozlišení signálu)[3]
- funkce re-mapping umožňující elektronické rozmístění 7.1 systému reproduktorů [2]
- zpětná kompatibilita se všemi existujícími dekodéry DTS s přehrávací rychlostí až 1509 kb/s [3]
- sekundární zvuk (Blu-ray Disc) a Sub-Audio (HD DVD) s nízkou rychlostí přenosu dat určený pro síťové streamování, vysílání a internet[2]

## Přístup k DTS-HD Master Audio
Zvukový signál DTS-HD lze přenést z Blu-Ray či HD DVD, pokud zahrnují DTS-HD Master Audio dekodér. Dále je signál dekódován uvnitř přehrávače a je předán pomocí kabelu HDMI (verze 1.3 nebo novější) nebo analogových zvukových připojení 5.1 / 7.1 jako nekomprimovaný 6 až 8 kanálový PCM audio stream do reproduktorů kina. Přijímače nebo externí dekodéry, které nemají Blu-ray nebo HD DVD, musí být připojeny k reproduktorům kompatibilním HDMI či jiným ekvivalentním rozhraním.